# Friedrich Sunder
Friedrich Sunder (* 1254; † 14. April 1328 in Engelthal) war ein Klosterkaplan im Dominikanerinnenkloster Engelthal bei Nürnberg, der im Ruf besonderer Gnadenerfahrungen stand. Er verfasste darüber Aufzeichnungen, die in Form einer Gnadenvita überliefert sind; sie sind ein wichtiges Dokument mystischer Literatur.

## Leben
Über das Leben Friedrich Sunders ist nur wenig bekannt. Er dürfte einer Sippe entstammen, die in den Dörfern um Engelthal ansässig war. Nach einer weltlich verbrachten Jugendzeit war er seit 1287 Geistlicher, anscheinend sofort im Dominikanerinnenkloster Engelthal, das damals institutionell, personell, ökonomisch und geistig seine Blütezeit erlebte. Hier wirkte er innerhalb und außerhalb des Klosters über 40 Jahre bis zu seinem Tod.
In zahlreichen Klosterurkunden testiert er bei der Regelung weltlicher Geschäfte. Sein Mitwirken am inneren und äußeren Ausbau des Klosters ist noch heute manifest in einer St. Willibald (ehemals auch St. Andreas) geweihten Kapelle, deren Bau er veranlasst hatte.

## Persönlichkeit
Friedrich Sunder war, soweit erkennbar, von einer zwar umgänglichen, aber anscheinend doch eher zurückhaltenden Art. Auffallende Handlungen werden von ihm nicht berichtet; er beeindruckte offensichtlich vor allem durch menschenfreundliches Verhalten und seine überzeugende Lebensführung. Ausgeprägt waren sein Gerechtigkeitssinn und seine tiefe Frömmigkeit. So war er bald ein beliebter und erfolgreicher Seelsorger und wurde als Beichtvater von weither aufgesucht; er galt als eine begnadete Persönlichkeit. Christine Ebner sah in ihm vor allem den großen Minner Gottes, schätzte aber auch seinen Rat in Fragen der Theologie und der Glaubenspraxis. Eine enge Seelenfreundschaft verband Sunder mit einer Begine Gerdrut, die später als Nonne ins Kloster Engelthal eintrat; bei ihr fand er die Möglichkeit zu geistigem Austausch.

## Werk
Über mehr als zwanzig Jahre wurden Sunder nach seinen eigenen Angaben besondere Gnadenerfahrungen zuteil, vor allem während der Feier der Messe. Auf Drängen seines Beichtvaters, des Dominikaners Konrad von Füssen, schrieb er diese seit 1317 nieder. Dabei kommen eine Vielzahl von Aspekten des persönlichen Frömmigkeitslebens, der kirchlichen Glaubenslehre und der Gotteserfahrung zur Sprache, von Fragen der Askese und der Heiligenverehrung über das Verständnis von Eucharistie und Messfeier sowie die Betrachtung des Passionsgeschehens bis hin zu Aussagen über mystische Geschehnisse wie Unio, Gottesgeburt und Vergottung des Menschen (im Sinne des lat. Terminus „deificatio“). Kurz nach Sunders Tod wurden seine Niederschriften redaktionell überarbeitet und zu einer Gnadenvita ausgestaltet. Dabei wird in einer oftmals hochstilisierten Darstellung versucht, das eigentlich unsagbare Gnadengeschehen zwischen Gott und dem Menschen mit Hilfe legendarischer Erzählformen und mystischer Begrifflichkeit sprachlich zu vermitteln. Insgesamt erweist sich das Werk geradezu als Modell eines „Gnaden-Lebens“, in dem mystische Lehre als ein „Leben“ zur Darstellung gebracht wird.
Kennzeichnend für das Werk ist die Darstellung unterschiedlicher Bereiche einer „höheren“ Wirklichkeit, die in Form von „nicht mehr körperlichen“, „imaginativen“ und „intellektuellen“ Visionen bis hin zur „visio beatifica“ wahrgenommen wird; dabei werden alle Visionen erklärtermaßen nicht sinnenhaft erfahren: „lipliche (d. h. körperliche, sinnenhafte) gesicht“ und „liplich gehoerd“ sind Friedrich Sunder „by allen sinen tagen nie“ widerfahren. Entsprechend den unterschiedlichen Erfahrungsbereichen wechselt auch die Form der Darstellung, wobei die Bildlichkeit ebenso erklärtermaßen nie „gesehen“, sondern ausschließlich „gehört“ (d. h. auditiv vermittelt) ist. Diese Bildlichkeit ist zudem durchgängig literarisch vorgeformt, wobei, dem jeweiligen Thema entsprechend, ebenso realgeschichtliche Bereiche wie auch Überlieferungsgut aus Bibel, Brautmystik und Minnewesen den Bildvorwurf abgeben. Für die höchste Stufe der Erfahrung gibt es schließlich weder Bild noch Wort, sondern nur noch die Aussage von der Unsäglichkeit des Geschehens.
Von Sunder stammen auch einige Aufzeichnungen über Gespräche mit seiner Seelenfreundin Gerdrut. Diese wurden dann Teil ihrer Vita, die von den Engelthaler Kaplänen Heinrich und Konrad Friedrich verfasst wurde, aber nur in einem kurzen Fragment erhalten ist. Stilistisch steht die Vita Gertruds in der Tradition der Legendenliteratur und unterscheidet sich somit deutlich vom Gnaden-Leben des Friedrich Sunder.

## Bedeutung
Wissenschaftlich ist das Gnaden-Leben des Engelthaler Klosterkaplans in mehrfacher Hinsicht von Bedeutung.

### Frömmigkeitsgeschichtlicher Aspekt
Frömmigkeitsgeschichtlich ist bereits die Abfassung einer derartigen Vita durchaus bemerkenswert, da Friedrich Sunder weder als Wundertäter noch als Asket oder Visionär hervorgetreten ist; sein seelsorgerisches Wirken war eher unauffällig. Allerdings erreichte diese Vita, ähnlich wie fast die gesamte „mystische“ Literatur, zu ihrer Zeit nur einen sehr begrenzten Kreis von Rezipienten. So wäre der Engelthaler Kaplan auch vergessen, wäre nicht zufällig in einer einzigen Handschrift seine Gnadenvita erhalten geblieben. Friedrich Sunder ist für die heutige Forschung dann auch vor allem als Typus von Interesse. Er steht für eine Vielzahl heute unbekannter Menschen, die fern von Lehrstühlen oder hohen kirchlichen Positionen von der religiösen Bewegung des 13. Jahrhunderts zutiefst erfasst waren und so die Träger einer epochalen Wende der christlichen Glaubenslebens wurden, indem nun die kirchlich tradierte Glaubenslehre auf eine neue, individuell geprägte Art erlebt und verinnerlicht wurde.
Dabei kann die Vita Sunders auch zu einem differenzierten Verständnis des – erst später hierfür verwendeten – Begriffes „Mystik“ beitragen. Im Gnaden-Leben geht es grundlegend nicht um die Herausstellung besonderer Erlebnisse, sondern um die Erfahrung einer alles umfassenden Heilsgemeinschaft, die vom göttlichen Gnadenfluss durchströmt ist. Sunder und andere, die ähnliche Glaubenserfahrungen hatten, sahen sich nicht als „Mystiker“; ebenso wenig sahen sie sich im Gegensatz zu den kirchlichen Lehren und Gebräuchen. Das, was heute als „christliche Mystik“ verstanden wird – die unmittelbare Erfahrung der personalen Gegenwart Gottes im eigenen Inneren – ereignet sich hier gerade in den von der Kirche vorgegebenen Riten und Sakramenten, insofern diese nunmehr existentiell vertieft vollzogen oder angenommen werden. Außerordentliche Zustände, wie Visionen und Ekstasen, sind dafür keine Voraussetzung. Dadurch konnte diese Art mystischer Literatur auch in den kirchlichen Reformbewegungen des 15. Jahrhunderts rezipiert werden, als man allen außerordentlichen religiösen Erlebnissen skeptisch bis ablehnend gegenüberstand.